# Elattoneura nigra
Elattoneura nigra – gatunek ważki z rodziny pióronogowatych (Platycnemididae). Występuje w środkowej i zachodniej Afryce – od Ugandy do Mali i Gambii.